# Гаргано Блу (Фођа)
Гаргано Блу (итал. Gargano Blu) је насеље у Италији у округу Фођа, региону Апулија.
Према процени из 2011. у насељу је живело 8 становника. Насеље се налази на надморској висини од 5 м.